# Albaniens delning

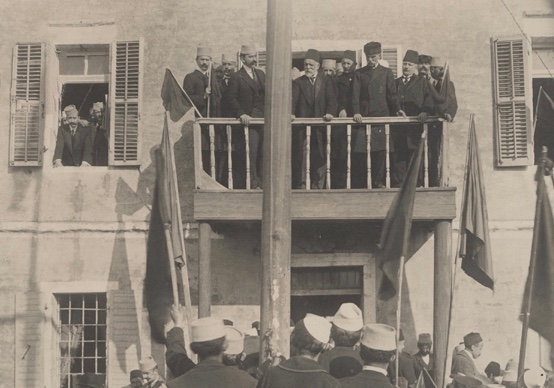
Vloraproklamationen 1912

Albaniens delning avser delningen av den nya albanska staten som blev oavhängig i och med Vloraproklamationen (den albanska självständighetsförklaringen) den 28 november 1912. Många albaner och icke-albaner hamnade på båda sidor av gränsen som fastställdes vid Londonkonferensen 1912–1913 av de sex stormakterna vid denna tid: Storbritannien, Frankrike, Tyskland, Österrike-Ungern, Ryssland och Italien. Representanter för den albanska frihetsrörelsen såg det som en kränkning mot bildandet av ett större Albanien (på turkiska Vilâyet-i Arnavid, på svenska albanska vilayeten). Efter grundandet av staten Albanien fanns det under första världskriget planer att ytterligare dela upp albanska områden. Ytterligare planer att dela upp Albanien förhandlades under och efter andra världskriget.

## Bakgrund
Gränsdragningarna med Londonkonferensens beslut 1912–1913 lämnade den albanska befolkningen på båda sidorna av gränsen, bland annat Kosovo med stor albansk befolkning gick till Serbien. Österrike-Ungern och Italien, som inte ville att Serbien skulle få »ett fönster i Adriatiska havet«, röstade för ett självständigt Albanien och de serbiska styrkorna fick order av Europas stormakter att dra sig tillbaka. Londonkonferensen tillsatte en kommission med uppdrag att fastställa Albaniens gränser, men det var inte en lätt uppgift för Europas stormakter, som föll tillbaka på samma grundval för regleringen av den södra gränsen. Som ett resultat införlivades en del av det omstridda området med Albanien, något som förargade grekerna.